# Hans Arno Charbonnier

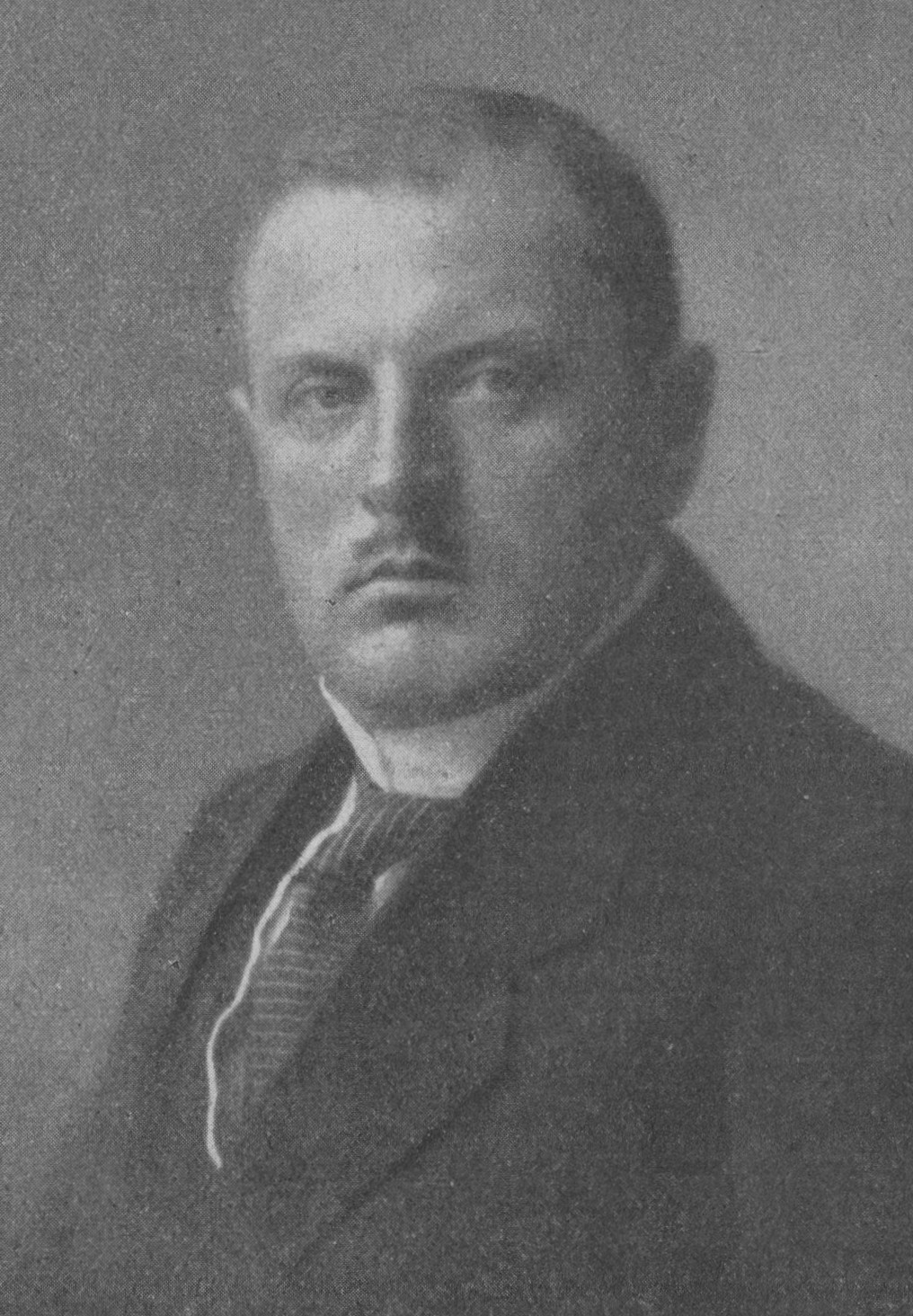
Hans Arno Charbonnier, um 1928

Hans Arno Charbonnier (* 31. März 1878 in Skandau, Kr. Gerdauen; † 5. Januar 1944 in Brödelwitz, Gemeinde Kammelwitz, Kreis Schönau/Wohlau, Schlesien) war Oberbürgermeister der Stadt Liegnitz.

## Leben
Charbonnier studierte Rechtswissenschaften. Er wurde 1898 Gerichtsreferendar und 1903 Gerichtsassessor. 1904 trat er aus dem Justizdienst aus und schlug die Verwaltungslaufbahn ein. Er war vorübergehend beim Magistrat von Charlottenburg beschäftigt und wurde am 8. Mai 1905 Zweiter Bürgermeister von Liegnitz, 1912 Erster Bürgermeister und im August 1913 Oberbürgermeister. Neben dieser Funktion war er auch Mitglied des preußischen Herrenhauses, des Niederschlesischen Provinziallandtags und des Provinzialausschusses, stellvertretendes Mitglied des preußischen Staatsrates, Mitglied des Verwaltungsrats der Niederschlesischen Provinzial-Feuersocietät sowie Mitglied des Aufsichtsrats der Liegnitz-Rawitzer Eisenbahn und der Elektrizitätswerke Liegnitz.